# Prusa Research
	Prusa Research a.s. je česká firma vyrábějící 3D tiskárny, v roce 2020 druhý největší výrobce světa. Byla založena v roce 2012 Josefem Průšou, vývojářem v RepRap projektu. Významným v současnosti (2025) vyráběným modelem je Prusa Core One. V minulosti byly všechny tiskárny produkované společností open source – jejich konstrukční plány byly plně k dispozici online a kdokoliv je mohl použít a tak např. vylepšit stávající tiskárnu. V současné době[kdy?] společnost od tohoto konceptu částečně upouští.

## Historie
Společnost byla založena v roce 2012. První model se jmenoval Prusa Mendel a na trh se dostal v roce 2010. Druhá iterace Prusa Mendel byla na trh uvedena roku 2011. V květnu 2012 Průša uvedl zcela novou tiskárnu – Prusa i3. V roce 2016 byla uvedena druhá verze – Prusa i3 MK2, o rok později v roce 2017 pak třetí verze – Prusa i3 MK3. V roce 2019 Prusa představil vylepšenou Prusa i3 MK3/S/+, která získala mnoho ocenění, a také novou, menší 3D tiskárnu Prusa Mini a poté v roce 2021 společnost uvedla novou CoreXY tiskárnu, a to sice Prusa XL. Na konci roku 2021 společnost koupila jinou českou společnost Trilab, která se specializuje na výrobu tiskáren s delta kinematikou, díky čemuž v roce 2024 představila svou novou produktovou řadu Prusa Pro, a také první tiskárny této řady, Prusa Pro HT90 a Prusa Pro SLX. V roce 2023 představila společnost novou řadu MK4 a v roce 2024 pak její vylepšenou verzi MK4S. Nejnovější tiskárna, představená na konci roku 2024, je Prusa CORE One.

## 3D Tiskárny

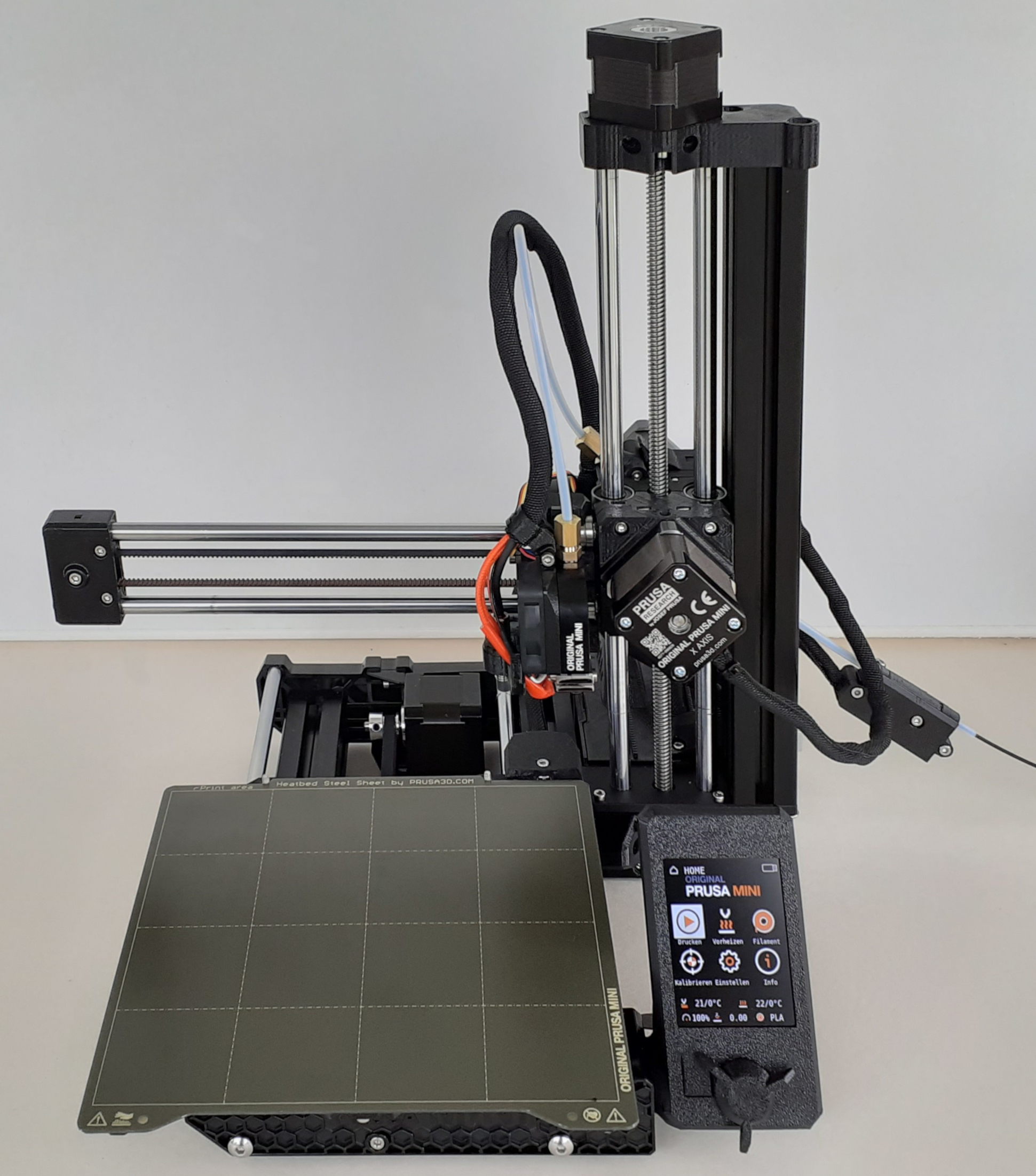
Prusa Mini+ v černé barvě

Prusa Research v současnosti[kdy?] nabízí modely tiskáren Original Prusa MK4S, Original Prusa XL, Original Prusa MINI+ a také nejnovější představenou tiskárnu Prusa CORE One, která, stejně jako model XL, využívá CoreXY kinematiku. Kromě těchto FDM tiskáren nabízí Prusa Research také SLA tiskárnu Original Prusa SL1S SPEED. Se společností Trilab dále vyvíjí produktovou řadu Prusa PRO. Do té spadají modely tiskáren Prusa Pro HT90 a Prusa Pro SLX.
K tiskárnám se dá dokoupit příslušenství v podobě Enclosure, mycí a vytvrzovací stanice Prusa CW1S pro SLA tisk, a také multimateriálový upgrade MMU3.
Téměř ke všem tiskárnám nabízí společnost upgrady – např. Prusa i3 MK3S+ lze vylepšit na Prusa i3 MK4.
Společnost Trilab dříve vyráběla tiskárny DeltiQ 2, DeltiQ 2 plus, AzteQ Industrial a AzteQ Dynamic. Výroba těchto tiskáren byla definitivně ukončena na konci roku 2023. V současné době[kdy?] stojí za výrobou a vývojem tiskárny Prusa Pro HT90, která je přímým nástupcem tiskáren AzteQ.

## Software
Prusa Research si vyvíjí i vlastní software.

### PrusaSlicer
Mezi softwarové produkty Prusa Research patří například PrusaSlicer, založený na programu Slic3r od Alessandra Ranellucci, známý program pro přípravu 3D modelu pro tisk, který je stále aktualizován a jsou do něj přidávány nové vychytávky a nastavení. V PrusaSliceru si můžete vytvořit profil pro jakoukoli 3D tiskárnu, takže není nutné vlastnit jednu z tiskáren Original Prusa, abyste program mohli používat.

### Prusa EasyPrint
Prusa EasyPrint je jednoduchý webový nástroj pro online slicování 3D modelů. Modely zpracovává v cloudu pomocí PrusaSliceru. Díky tomu je 3D tisk snadno dostupný z jakéhokoliv zařízení. Nabízí základní manipulaci s modely a nastavení tisku, speciálně navržené pro snadné použití začátečníky i profesionály.

### Prusa Connect
Prusa Connect je software na bezdrátové připojení 3D tiskáren Prusa podporující Wi-Fi nebo ethernet připojení (Prusa i3 MK4 a výš, Prusa XL), případně je možné připojení i starších modelů i3 pomocí Raspberry Pi. Umožňuje dálkově ovládat tiskárnu – ovládat teplotu trysky a podložky, pohybovat s tiskovou hlavou, nahrát do ní soubor, začít nebo ukončit tisk a sledovat jeho průběh, za pomocí Prusa kamery či mobilního telefonu je možné tiskárnu sledovat i vizuálně. Pro 3D Tiskárnu Prusa Mini je dostupný PrusaLink.

### Prusa App
Spolu s představením řady Prusa MK4S vydal Prusa i svou nativní mobilní aplikaci pro sledování a základní ovládání svých tiskáren připojených do Prusa Connect. Slouží také k prvotnímu nastavení tiskáren a k údržbě řemenů. V aplikaci je také integrace Printables a možnost tisknout modely přímo z mobilního telefonu díky nově představené funkci EasyPrint.

### Printables
Printables.com je internetová knihovna 3D modelů vyvíjená Prusou, kde mohou uživatelé sdílet své modely, alternace cizích modelů tzv. Remixy a publikovat své vytištěné výsledky pod autorův původní model. Konkuruje tak přímo platformám jako MakerWorld od Bambu Lab nebo Thingiverse. Pro tiskárny Prusa je nově k dispozici funkce EasyPrint umožnující cloudové slicování pro tisk z mobilních zařízení či méně výkonných počítačů.

## Prusament
Prusa Research také vyrábí svůj vlastní filament – Prusament. V budově, kde společnost působí, je několik výrobních linek na výrobu filamentu. Vyrábí například PLA, PETG, oba dva typy vyrábí i v recyklované formě, pak také ASA, ABS, HIPS, Flex, PC Blend s karbonovým vláknem nebo Nylon a nakonec vyrábí i resiny SLA tiskáren. Všechny tyto filamenty kromě nylonu vyrábí v několika desítkách barev. Zajímavostí je, že dovolují pouze 0.02 mm odchylku u šířky filamentu, ostatní společnosti tolerují až 0.05mm

## Buddy3D
V roce 2024 vznikla nová značka Buddy3D, která prodává filamenty od externích dodavatelů a příslušenství k tiskárnám

### Kamery
Spolu s vydáním Prusa Core One vydal Prusa i svou první nativní kameru do tiskárny, která se přichytí do komory tiskárny magnety. K tomu vyšla i samostatně stojící verze pro starší modely Prusa tiskáren.

### Filamenty
Pod značkou Buddy3D se prodávají filamenty PLA, PETG a ABS od externích evropských dodavatelů. Jde o levnější variantu než Prusament.